# Jan Wojtyga
Jan Wojtyga (1854 – květen 1913 Krakov) byl rakouský pedagog a politik polské národnosti z Haliče, na počátku 20. století poslanec Říšské rady.

## Biografie
Působil jako učitel na národní škole a ředitel školy v Krakově. Zastával funkci ředitele chlapecké a dívčí školy v Krakově.
Působil i jako poslanec Říšské rady (celostátního parlamentu Předlitavska), kam usedl ve volbách roku 1901 za kurii venkovských obcí v Haliči, obvod Krakov, Wieliczka, Chrzanow. V roce 1901 se uvádí jako oficiální polský kandidát, tedy kandidát Polského klubu.
Zemřel v květnu 1913.